# Systeloglossum
Systeloglossum là một chi thực vật có hoa trong họ, Orchidaceae.